# Geophis cancellatus
La culebra minera de Chiapas (Geophis cancellatus) es una especie de culebra fosorial que pertenece al género Geophis en la familia Dipsadidae. Su área de distribución incluye el sur de México, y posiblemente Guatemala. No tiene subespecies reconocidas.